# Lagarde-sur-le-Né

Lagarde-sur-le-Né este o comună în departamentul Charente, Franța. În 1 ianuarie 2022 avea o populație de 187 de locuitori.